# الحرجة بحري
قرية الحرجة بحري هي إحدى القرى التابعة لمركز البلينا بمحافظة سوهاج في جمهورية مصر العربية. حسب إحصاءات سنة 2006، بلغ إجمالي السكان في الحرجة بحري 10189 نسمة، منهم 4855 رجل و5334 امرأة.